# Nephrodium skinneri
Nephrodium skinneri là một loài dương xỉ trong họ Dryopteridaceae. Loài này được Hook. Hook. mô tả khoa học đầu tiên năm 1862.